# High Heels (EP CLC)
High Heels è l'EP di debutto nel mercato giapponese del gruppo femminile sudcoreano CLC. Pubblicato il 13 aprile 2016 da Cube Entertainment, ha come traccia principale il brano eponimo "High Heels" in versione giapponese.

## Edizioni
L'EP è disponibile in due edizioni: Type A (CD) e Type B (CD+DVD).

## Tracce
CD Type A
1. First Love (ファーストラブ) – 3:41
2. Pepe – 3:18
3. Curious (クングメ) – 3:45
4. High Heels – 3:25
5. I Should Be So Lucky – 3:32

Durata totale: 17:41
CD+DVD Type B
1. First Love (ファーストラブ) – 3:41
2. Pepe – 3:17
3. Curious (クングメ) – 3:45
4. High Heels – 3:24
5. I Should Be So Lucky – 3:32
6. Pepe (Music Video; Korean Version) – 3:30
7. Curious (Music Video; Korean Version) – 3:54
8. High Heels (Music Video; Korean Version) – 3:47
9. High Heels (Music Video; Japanese Version) – 3:47